# Zebre Rugby Club
Zebre Rugby Club o Zebre è una franchigia italiana di rugby a 15.
Istituita nel 2012, è di proprietà della Federazione Italiana Rugby e partecipa allo United Rugby Championship, campionato interconfederale tra club gallesi, irlandesi, scozzesi, sudafricani e italiani.
Disputa i suoi incontri interni allo stadio Sergio Lanfranchi di Parma, città dove la franchigia ha sede, e insieme al Benetton rappresenta l'Italia nel citato United Rugby Championship e nelle due competizioni maggiori europee per club dell'EPCR, la Champions Cup e la Challenge Cup.
Alle Zebre sono affiliati diversi club provenienti dall'Emilia-Romagna e dall'Italia nord-occidentale (Piemonte, Lombardia e Liguria), oltre alla Provincia di Massa-Carrara.
Tra di essi figurano nomi storici come Parma, Bologna, Piacenza, Lyons, Reggio Emilia e altri.
In riferimento al proprio ambito territoriale, la squadra delle Zebre è anche chiamata «il XV del Nord-Ovest».

## Storia

### Le Zebre originali
Le Zebre nacquero nel 1973 come club a inviti quale espressione in particolar modo nell'Italia nord-occidentale, analogamente ai Dogi nel Triveneto e i Lupi a Roma e in Italia centro-meridionale. Essendosi presentati nella partita d'esordio a Milano con una maglia fasciata bianconera che ricordava quella del Barbarian Football Club, il nome scelto fu quello di "Zebre".
Al campo Giuriati le Zebre furono tenute a battesimo dagli australiani del Randwick che vinse 50-21. In 23 anni disputarono 25 incontri contro club internazionali di prestigio ottenendo un alto numero di vittorie; memorabile la vittoria contro i Barbarians allo stadio Mario Rigamonti di Brescia, per 48-38, nel 1997. Nello stesso anno, il club cessò ogni attività.

### La franchigia federale

Logo usato dal 2012 al 2023

Il 7 giugno 2012 la Federazione Italiana Rugby nominò la franchigia federale in omaggio a quella ritenuta la prima franchigia rugbistica italiana.
La squadra esordì nel campionato della stagione 2012-13 nella prima gara ufficiale disputata il 31 agosto 2012 con il primo turno di Pro12, nel quale le Zebre persero per 37-6 in trasferta in Galles contro i Newport Gwent Dragons. Ventidue le sfide del campionato celtico che portarono 10 punti in classifica, frutto di 9 punti di bonus difensivo (uguagliato il record degli Ospreys 2007-08) e di 1 punto di bonus per le 4 mete realizzate nella sfida casalinga contro l'Ulster Rugby a Novembre conclusa 25-27. Bonus difensivi arrivarono anche in trasferta, come a Glasgow, a Swansea contro i campioni in carica degli Ospreys ed a Galway contro il Connacht. Zero le vittorie come era successo alla franchigia gallese di Caerphilly nelle stagioni 2001-02 e 2002-03 di Celtic League, quando il campionato era formato da 16 squadre suddivise in due gironi da 8. Poche le soddisfazioni anche nella Pool 3 di Heineken Cup, conclusa con sei sconfitte ed un punto di bonus difensivo in classifica ottenuto in trasferta contro il Connacht Rugby nella sfida conclusiva del girone, che annoverava anche i campioni in carica del campionato inglese Harlequin Football Club e i detentori della Amlin Challenge Cup del Biarritz Olympique Pays Basque. Nel campionato successivo la stagione ufficiale iniziò con due sconfitte in altrettante partite contro squadre irlandesi, 25-16 contro il Connacht e 43-21 contro Munster. 
La stagione successiva nel Pro12 2013-2014 si conclude con 5 vittorie e 2 pareggi, il 20 settembre 2013, all'Arms Park di Cardiff, la franchigia federale ottenne la prima vittoria di sempre in gare ufficiali battendo 30-25 i gallesi del Cardiff Blues. Importante la vittoria nel derby d'Italia nella seconda sfida contro Benetton Treviso. Meno convincente la stagione 2014-15 conclusa con sole 3 vittorie. In Challenge Cup il girone si conclude al terzo posto con 2 vittorie su Brive.

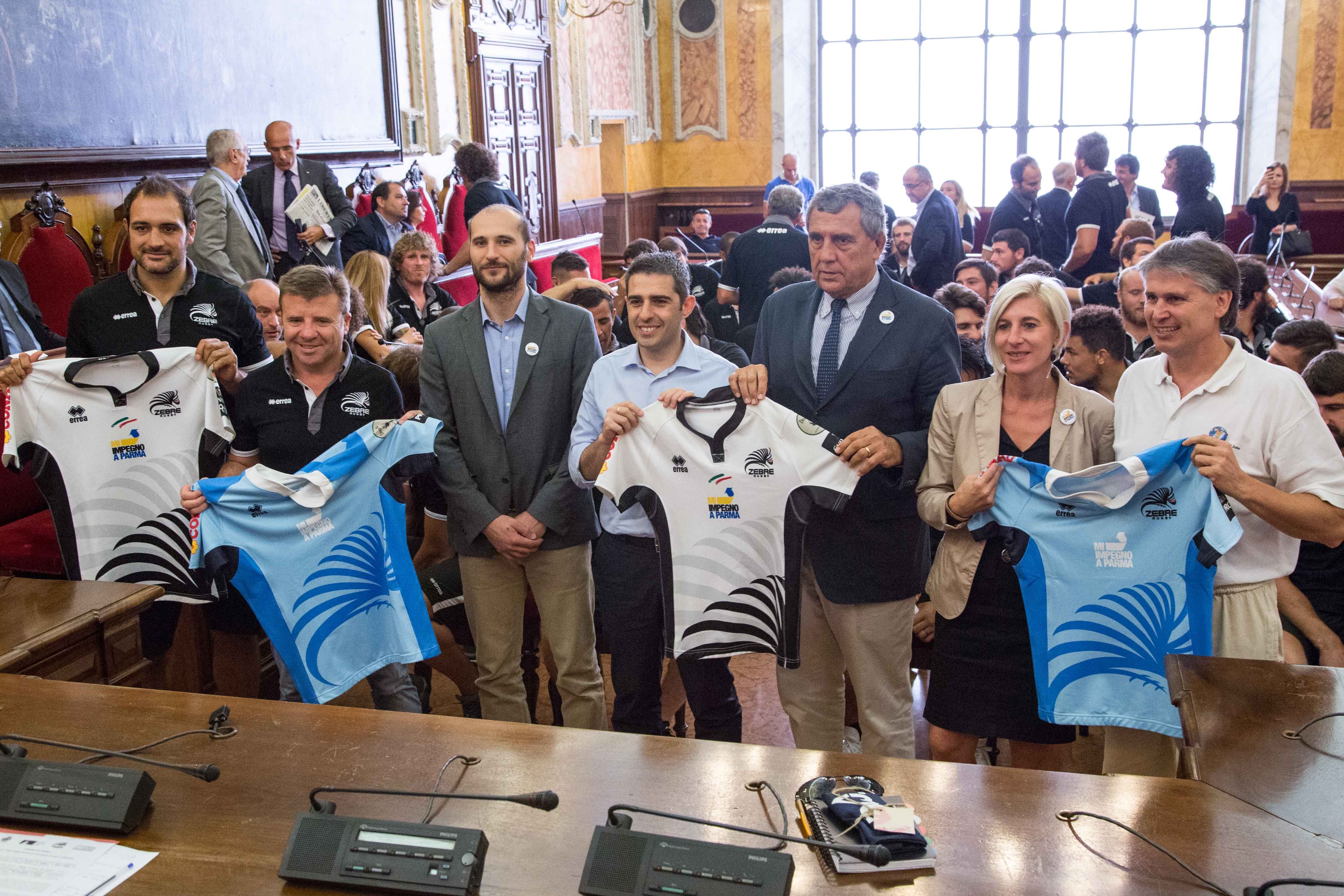
La presentazione della franchigia per la stagione 2014-2015

La stagione 2015-2016 si rivela ricca di soddisfazioni per la franchigia federale: nel Pro12 2015-2016 per la prima volta si chiude superando in classifica i rivali della Benetton Treviso e soprattutto vincendo i due derby d'Italia. In Challenge Cup si sfiora la qualificazione ai quarti, il secondo posto nel girone rimane il miglior risultato in Europa per i ducali. Nel Pro12 2016-2017 si segnala la prima storica vittoria fuori casa a Murrayfield ai danni dell'Edinburgh Rugby. Dopo tre anni Victor Jimenez lascia la guida tecnica del club.
A luglio 2017 la proprietà della franchigia diventa interamente federale e viene ricomposto tutto lo staff tecnico a partire dal nuovo allenatore Michael Bradley. Il nuovo Pro14 vede i ducali assegnati al girone A. Dopo un inizio non molto entusiasmante arrivano due vittorie consecutive contro Southern Kings e Ulster Rugby. Nonostante il bel gioco espresso, prerogativa di coach Bradley, arrivano solo sconfitte e nel doppio confronto di fine anno nel derby italiano vede le Zebre soccombere contro Treviso. A febbraio arriva la prima storica vittoria in terra di smeraldo contro Connacht Rugby, mentre in aprile, in uno stadio Tommaso Fattori gremito (quasi 6000 spettatori all'Aquila), le Zebre battono Newport Gwent Dragons e superano il record di sei vittorie stagionali; nell'ultima giornata di regular season si conclude con la vittoria nel terzo derby stagionale per 17-22 a Monigo e nuovo record di 7 vittorie.

## Cronologia
| Cronistoria delle Zebre Rugby Club |
| --- |
| - 2012 · 7 giugno: istituzione delle Zebre - 2012-13 · 12ª Pro12 - 2013-14 · 12ª Pro12 - 2014-15 · 12ª Pro12 - 2015-16 · 11ª Pro12 - 2016-17 · 12ª Pro12 - 2017-18 · 7ª conference A Pro14 - 2018-19 · 7ª conference A Pro14 - 2019-20 · 6ª conference A Pro14 - 2020-21 · 6ª conference A Pro14 - 2021-22 · 16ª United Rugby Championship - 2022-23 · 16ª United Rugby Championship - 2013-24 · 16ª United Rugby Championship - 2014-25 · 15ª United Rugby Championship |

## Giocatori
Di seguito elencati i giocatori di maggiore rilievo internazionale che hanno vestito la maglia della franchigia. Tutti i giocatori hanno preso parte ad almeno un'edizione della Coppa del Mondo di rugby. La nazionalità indicata è quella secondo le regole World Rugby, non necessariamente coincidente con la cittadinanza amministrativa.
- Mils Muliaina
- Matías Agüero
- Mattia Bellini
- Mauro Bergamasco
- Mirco Bergamasco
- Valerio Bernabò
- Luca Bigi
- Giulio Bisegni
- Marco Bortolami
- Luke Burgess
- Carlo Canna
- Dario Chistolini
- Tommaso D'Apice
- Paul Derbyshire
- Oliviero Fabiani
- Carlo Festuccia
- Danilo Fischetti
- Joshua Furno
- Gonzalo García
- Quintin Geldenhuys
- Davide Giazzon
- Brendon Leonard
- Andrea Lovotti
- Andrea Manici
- Maxime Mbanda
- Matteo Minozzi
- Luciano Orquera
- Edoardo Padovani
- Guglielmo Palazzani
- Salvatore Perugini
- Matteo Pratichetti
- Kameli Ratuvou
- Federico Ruzza
- Leonardo Sarto
- Fabio Semenzato
- David Sisi
- Josh Sole
- Braam Steyn
- Alexandru Țăruș
- Tito Tebaldi
- Giulio Toniolatti
- Giovanbattista Venditti
- Marcello Violi
- Samuela Vunisa
- Giosuè Zilocchi